# Campeonato Nacional de Cueca
El Campeonato Nacional de Cueca es un evento folclórico competitivo de cueca tradicional —declarada como la «danza nacional de Chile» en 1979— realizado anualmente desde 1968 en la ciudad de Arica (Chile), organizado por el Club de Huasos de Arica y patrocinado por la Municipalidad de Arica. Se desarrolla durante una semana de junio en la explanada del Parque Benjamín Vicuña Mackenna a los pies del morro de Arica.

## Características
Para acceder a participar en el Campeonato Nacional de Cueca, los participantes deben tener 18 años como edad mínima y 39 como máxima al año de su participación y previamente se deben superar las siguientes fases que vienen a continuación:
Fase Comunal: Esta es la fase inicial, aquí se pueden inscribir todas las parejas que deseen y que pertenezcan a grupos folclóricos, clubes de huasos o aficionados. La pareja ganadora, clasifica como representante de la comuna a la siguiente fase. Si una pareja desea cambiar y participar por otra comuna, debe esperar un mínimo de dos años para que el cambio sea valido.
Fase Provincial: En esta fase se enfrentan todas las parejas ganadoras de la fase comunal, dependiendo de la zona a la que fue correspondida la comuna. A diferencia de las otras fases, el jurado puede escoger mas de una pareja campeona que pasa a la siguiente fase.
Fase Regional: Esta es la ultima fase para acceder al Campeonato Nacional. Aquí se enfrentan todas las parejas clasificadas en la fase provincial. Algunas regiones, debido a las largas distancias entre comunas, eliminan la fase provincial y las parejas ganadoras de las fases comunales, pasan directo a la fase regional. La pareja campeona en esta fase, es la clasificada para participar en el Campeonato Nacional. Si una pareja por motivos de fuerza mayor, no puede acudir a participar al Nacional, la pareja que quedó subcampeona tiene el derecho a representar a la región en el Nacional.  
La pareja representante de Arica, por ser de la ciudad sede, clasifica automáticamente a la fase nacional, representando a la ciudad y no a región.
El Campeonato se ha realizado en distintas sedes a lo largo de su historia. En el gimnasio Fortín Sotomayor, en el codo sur del Estadio Carlos Dittborn y en la actualidad, en el Parque Benjamín Vicuña Mackenna.
Hasta 1988, clasificaban 7 parejas para disputar la ronda final el día viernes. En la actualidad, todas las parejas participan hasta el final.
En las ediciones de 1968, 1969 y 1970, todas las parejas que participaban eran coronadas como campeonas por el solo hecho ya de participar en Campeonato Nacional. Desde 1971 a la actualidad, se comenzó a declara una pareja campeona.
La pareja que se titula campeona, no tiene el derecho a defender el titulo el año siguiente y tiene que esperar un mínimo de 10 años para participar nuevamente. Solo puede haber una defensa del titulo, a menos que la pareja campeona de la fase regional, coincida con que es de la misma comuna que ganó el nacional. 
La pareja campeona recibe el premio Olivo de Oro, clasifica al Campeonato Mundial de la Cueca Chilena en Canadá y se presenta en el Festival del Huaso de Olmué. Fue suspendido en 2020 y 2021 debido a la pandemia de COVID-19.

## Ganadores
| Edición   | Año                                     | Pareja                                    | Región                                  | Comuna              |
| --------- | --------------------------------------- | ----------------------------------------- | --------------------------------------- | ------------------- |
| III       | 1971                                    | Tila Gaete y Armando Hernández            | V Región                                | Valparaíso          |
| VI        | 1972                                    | Silvia Passache y Jorge Díaz              | V Región                                | Valparaíso          |
| V         | 1973                                    | Giovanna Manca y Oscar Sandoval           | Arica                                   | Arica               |
| VI        | 1974                                    | Gabriela Troncoso y Egon Quezada          | VII Región                              | Talca               |
| VII       | 1975                                    | Maria Amaza y Jaime Cabrera               | VIII Región                             | Concepción          |
| VIII      | 1976                                    | Adriana Vásquez y Luis Cabello            | VII Región                              | Talca               |
| IX        | 1977                                    | Teresa Osorio y Juan Valenzuela           | VI Región                               | Graneros            |
| X         | 1978                                    | Rosa Trujillo y Claudio Torrico           | VI Región                               | Santa Cruz          |
| XI        | 1979                                    | Norma Aguirre y Hernán Saavedra           | VIII Región                             | Concepción          |
| XII       | 1980                                    | Miriam González y Arturo Pacheco          | II Región                               | Antofagasta         |
| XIII      | 1981                                    | Alicia Alarcón y Juan Vargas              | XII Región                              | Punta Arenas        |
| XIV       | 1982                                    | Dunha Vásquez y Raúl Molina               | Arica                                   | Arica               |
| XV        | 1983                                    | Cristina Araya y Roberto Osses            | VI Región                               | Graneros            |
| XVI       | 1984                                    | María Cecilia Zamorano y Rodrigo Zamorano | IX Región                               | Temuco              |
| XVII      | 1985                                    | Viviana Oliva y Guillermo Garrido         | VII Región                              | Talca               |
| XVIII     | 1986                                    | Gina Muñoz y Leonardo Valladares          | VII Región                              | Linares             |
| XIX       | 1987                                    | Irma Daller y Fernando Morales            | Región Metropolitana                    | Quinta Normal       |
| XX        | 1988                                    | Jacqueline Castillo y José Gabriel Cruz   | Región Metropolitana                    | Buin                |
| XXI       | 1989                                    | Ana Paola García y Marcelo Castro         | V Región                                | Valparaíso          |
| XXII      | 1990                                    | Juana Zambrano y Marco Antonio Valenzuela | VIII Región                             | Nacimiento          |
| XXIII     | 1991                                    | Valentina Ceballos y Bernardo Oyarce      | VIII Región                             | Tomé                |
| XXIV      | 1992                                    | Ximena Valenzuela y Rafael García         | VII Región                              | Talca               |
| XXV       | 1993                                    | Gwendoline Gallardo y Richard Contreras   | Arica                                   | Arica               |
| XXVI      | 1994                                    | Yasna Astorga y José Astorga              | Región Metropolitana                    | Pedro Aguirre Cerda |
| XXVII     | 1995                                    | Patricia Jerez y Moisés Mora              | X Región                                | Valdivia            |
| XXVIII    | 1996                                    | Marcia Anabalón y Marcos Herrera          | IX Región                               | Temuco              |
| XXIX      | 1997                                    | Evelyn Castillo y Luis Castillo           | VIII Región                             | Yungay              |
| XXX       | 1998                                    | María Guerrero y Claudio Aránguiz         | VI Región                               | Palmilla            |
| XXXI      | 1999                                    | Marcela Valdebenito y Daniel Mora         | VIII Región                             | Penco               |
| XXXII     | 2000                                    | María Luisa Fernández y Cristián Cárdenas | X Región                                | Puerto Varas        |
| XXXIII    | 2001                                    | Carla Pastorini e Ítalo Pastorini         | VIII Región                             | Coronel             |
| XXXIV     | 2002                                    | Nancy Barriga y Marco Melo                | X Región                                | La Unión            |
| XXXV      | 2003                                    | Lenke Lukacs y Gonzalo Cruz               | Región Metropolitana                    | Buin                |
| XXXVI     | 2004                                    | Jessica Villegas y Pablo Rodríguez        | X Región                                | Purranque           |
| XXXVII    | 2005                                    | Pamela Sanchez y Wilson Palta             | III Región                              | Tierra Amarilla     |
| XXXVIII   | 2006                                    | Alejandra Flores y Gustavo Parra          | VII Región                              | Colbún              |
| XXXIX     | 2007                                    | Daniela Ibañez y Nelson Chávez            | IX Región                               | Pucón               |
| XL        | 2008                                    | Bonelli Donoso y Jorge Donoso             | Arica                                   | Arica               |
| XLI       | 2009                                    | Sandra Zúñiga y Sebastián Zúñiga          | VI Región                               | Requínoa            |
| XLII      | 2010                                    | Cristina Cárdenas y Pablo Soto            | X Región                                | Puerto Varas        |
| XLIII     | 2011                                    | Leonela Arancibia y Néstor Aguilar        | IX Región                               | Temuco              |
| XLIV      | 2012                                    | María José Sandoval y Rodrigo Vergara     | IX Región                               | Villarrica          |
| XLV       | 2013                                    | Viviana Alarcón y Erwin González          | XIV Región                              | Valdivia            |
| XLVI      | 2014                                    | Claudia Espinoza y Cristián Arévalo       | IX Región                               | Temuco              |
| XLVII     | 2015                                    | Pricila Silva y Alejandro Carreño         | VI Región                               | Litueche            |
| XLVIII    | 2016                                    | María Guaiquil y Walter Bahamondes        | X Región                                | Ancud               |
| XLIX      | 2017                                    | Valeria Chávez y Patricio Gutiérrez       | IX Región                               | Angol               |
| L         | 2018                                    | Widny Mendoza y John Cea                  | VIII Región                             | Lota                |
| LI        | 2019                                    | Camila Águila y Rodrigo Cartes            | XVI Región                              | San Carlos          |
| 2020-2021 | Suspendido por la pandemia del COVID-19 | Suspendido por la pandemia del COVID-19   | Suspendido por la pandemia del COVID-19 |                     |
| LII       | 2022                                    | Carol León y Andrés Mayorga               | Región Metropolitana                    | Colina              |
| LII       | 2023                                    | Fabiola Leiva y Mauro Zúñiga              | IX Región                               | Pucón               |
| LIV       | 2024                                    | Alejandra Ulloa y Víctor Muñoz            | VIII Región                             | Hualpén             |
| LV        | 2025                                    | Fernanda Torres y Michael Villalobos      | IV Región                               | La Serena           |

## Número de títulos por regiones
| Región               | Nº de Títulos | Años                                                 |
| -------------------- | ------------- | ---------------------------------------------------- |
| VIII Región          | 9             | 1975, 1979, 1990, 1991, 1997, 1999, 2001, 2018, 2024 |
| IX Región            | 8             | 1984, 1996, 2007, 2011, 2012. 2014, 2017, 2023       |
| X Región             | 6             | 1995, 2000, 2002, 2004, 2010, 2016                   |
| VII Región           | 6             | 1974, 1976, 1985, 1986, 1992, 2006                   |
| VI Región            | 6             | 1977, 1978, 1983, 1998, 2009, 2015                   |
| Región Metropolitana | 5             | 1987, 1988, 1994, 2003, 2022                         |
| Arica                | 4             | 1973, 1982, 1993, 2008                               |
| V Región             | 3             | 1971, 1972, 1989                                     |
| II Región            | 1             | 1980                                                 |
| XII Región           | 1             | 1981                                                 |
| III Región           | 1             | 2005                                                 |
| XIV Región           | 1             | 2013                                                 |
| XVI Región           | 1             | 2019                                                 |
| IV Región            | 1             | 2025                                                 |
| I Región             | 0             |                                                      |
| XI Región            | 0             |                                                      |
| XV Región            | 0             |                                                      |

## Número de títulos por provincias
Nota: No se incluyen los años en que Arica fue campeón, ya que representan a la ciudad y no a la región ni la provincia correspondiente.
| Provincia     | Región               | Nº de Títulos | Años                                     |
| ------------- | -------------------- | ------------- | ---------------------------------------- |
| Cautín        | IX Región            | 7             | 1984, 1996, 2007, 2011, 2012. 2014, 2023 |
| Concepción    | VIII Región          | 7             | 1975, 1979, 1991, 1999, 2001, 2018, 2024 |
| Talca         | VII Región           | 4             | 1974, 1976, 1985, 1992                   |
| Valparaíso    | V Región             | 3             | 1971, 1972, 1989                         |
| Cachapoal     | VI Región            | 3             | 1977, 1983, 2009                         |
| Colchagua     | VI Región            | 2             | 1978, 1998                               |
| Santiago      | Región Metropolitana | 2             | 1987, 1994                               |
| Maipo         | Región Metropolitana | 2             | 1988, 2003                               |
| Linares       | VII Región           | 2             | 1986, 2006                               |
| Llanquihue    | X Región             | 2             | 2000, 2010                               |
| Valdivia      | X Región             | 2             | 1995, 2002                               |
| Antofagasta   | II Región            | 1             | 1980                                     |
| Magallanes    | XII Región           | 1             | 1981                                     |
| Biobío        | VIII Región          | 1             | 1990                                     |
| Ñuble         | VIII Región          | 1             | 1997                                     |
| Osorno        | X Región             | 1             | 2004                                     |
| Copiapó       | X Región             | 1             | 2005                                     |
| Valdivia      | XIV Región           | 1             | 2013                                     |
| Cardenal Caro | VI Región            | 1             | 2015                                     |
| Chiloé        | X Región             | 1             | 2016                                     |
| Malleco       | IX Región            | 1             | 2017                                     |
| Punilla       | XVI Región           | 1             | 2019                                     |
| Chacabuco     | Región Metropolitana | 1             | 2022                                     |
| Elqui         | IV Región            | 1             | 2025                                     |

## Número de títulos por comunas
| Comuna              | Región               | Nº de Títulos | Años                               |
| ------------------- | -------------------- | ------------- | ---------------------------------- |
| Arica               |                      | 4             | 1973, 1982, 1993, 2008             |
| Talca               | VII Región           | 4             | 1974, 1976, 1985, 1992             |
| Temuco              | IX Región            | 4             | 1984, 1996, 2011, 2014             |
| Valparaíso          | V Región             | 3             | 1971, 1972, 1989                   |
| Concepción          | VIII Región          | 2             | 1975, 1979                         |
| Graneros            | VI Región            | 2             | 1977, 1983                         |
| Buin                | Región Metropolitana | 2             | 1988, 2003                         |
| Valdivia            | X Región, XIV Región | 2             | 1995 (X Región), 2013 (XIV Región) |
| Puerto Varas        | X Región             | 2             | 2000, 2010                         |
| Pucón               | IX Región            | 2             | 2007, 2023                         |
| Santa Cruz          | VI Región            | 1             | 1978                               |
| Antofagasta         | II Región            | 1             | 1980                               |
| Punta Arenas        | XII Región           | 1             | 1981                               |
| Linares             | VII Región           | 1             | 1986                               |
| Quinta Normal       | Región Metropolitana | 1             | 1987                               |
| Nacimiento          | VIII Región          | 1             | 1990                               |
| Tomé                | VIII Región          | 1             | 1991                               |
| Pedro Aguirre Cerda | Región Metropolitana | 1             | 1994                               |
| Yungay              | VIII Región          | 1             | 1997                               |
| Palmilla            | VI Región            | 1             | 1998                               |
| Penco               | VIII Región          | 1             | 1999                               |
| Coronel             | VIII Región          | 1             | 2001                               |
| La Unión            | X Región             | 1             | 2002                               |
| Purranque           | X Región             | 1             | 2004                               |
| Tierra Amarilla     | III Región           | 1             | 2005                               |
| Colbún              | VII Región           | 1             | 2006                               |
| Requínoa            | VI Región            | 1             | 2009                               |
| Villarrica          | IX Región            | 1             | 2012                               |
| Litueche            | VI Región            | 1             | 2015                               |
| Ancud               | X Región             | 1             | 2016                               |
| Angol               | IX Región            | 1             | 2017                               |
| Lota                | VIII Región          | 1             | 2018                               |
| San Carlos          | XVI Región           | 1             | 2019                               |
| Colina              | Región Metropolitana | 1             | 2022                               |
| Hualpén             | VIII Región          | 1             | 2024                               |
| La Serena           | IV Región            | 1             | 2025                               |